# جنى أبو الحسن
جنى أبو الحسن (مواليد 29 سبتمبر 2005) هي لاعبة جمباز فني مصرية، حصلت على الميدالية الذهبية في منافسات الفرق في بطولة أفريقيا للجمباز الفني 2022.

## وصلات خارجية
- جنى أبو الحسن على موقع الاتحاد الدولي للجمباز (licence) (الإنجليزية)
- جنى أبو الحسن على موقع الاتحاد الدولي للجمباز (biography) (الإنجليزية)